# 西会津町ケーブルテレビ
西会津町ケーブルテレビ（にしあいづまちケーブルテレビ）は、1997年（平成9年）2月に開局した、福島県耶麻郡西会津町立のケーブルテレビ局である。略称はNCT。コミュニティチャンネルの名称はさゆりチャンネル。2015年度からは、指定管理者制度による公設民営方式で運営されている。
2021年時点では、自主放送1chのほか、地上デジタル放送の再放送6ch、データ放送、BS再放送18ch、CS再放送26chなどのチャンネルがある。
2003年（平成15年）には福島県内の自治体としては初めて第一種電気通信事業免許を取得し、インターネット接続サービスを開始。2005年（平成17年）にはIP電話サービスを開始した。2007年（平成19年）にはデジタル放送に対応し、チャンネル数が大幅に増大。
2008年から2011年にかけて、町内全世帯において伝送路の光ファイバー化が行われた。
ケーブルテレビ回線は、町の「百歳への挑戦」の取り組みで整備された在宅健康管理システムにも活用された。

## サービスエリア
- 福島県耶麻郡西会津町

## 主な放送チャンネル

### 地上波系列別再送信局
| NHK-G   | NHK-E   | NTV            | ANN      | JNN            | TXN | FNS        |
| ------- | ------- | -------------- | -------- | -------------- | --- | ---------- |
| NHK福島 | NHK福島 | 福島中央テレビ | 福島放送 | テレビユー福島 |     | 福島テレビ |

### テレビ局
| デジタル  | 放送局                               |
| --------- | ------------------------------------ |
| TV011-012 | NHK福島総合                          |
| TV021-023 | NHK福島教育                          |
| TV041-042 | 福島中央テレビ                       |
| TV051-053 | 福島放送                             |
| TV061-062 | テレビユー福島                       |
| TV081-082 | 福島テレビ                           |
| TV111     | NCTさゆりチャンネル                  |
| BS101-102 | NHK BS                               |
| BS141-143 | BS日テレ                             |
| BS151-153 | BS朝日                               |
| BS161-163 | BS-TBS                               |
| BS171-173 | BSテレ東                             |
| BS181-183 | BSフジ                               |
| BS191     | WOWOWプライム                        |
| BS192     | WOWOWライブ                          |
| BS193     | WOWOWシネマ                          |
| BS200     | BS10                                 |
| BS201     | BS10スターチャンネル                 |
| BS211     | BS11デジタル                         |
| BS222     | BS12 トゥエルビ                      |
| BS231     | 放送大学テレビ                       |
| BS234     | グリーンチャンネル                   |
| BS236     | BSアニマックス                       |
| BS242     | J SPORTS 1                           |
| BS243     | J SPORTS 2                           |
| BS244     | J SPORTS 3                           |
| BS245     | J SPORTS 4                           |
| BS251     | BS釣りビジョン                       |
| BS252     | WOWOWプラス                          |
| BS255     | 日本映画専門チャンネル               |
| 2BS56     | ディズニー・チャンネル               |
| BS260     | J:COM BS                             |
| BS265     | BSよしもと                           |
| BS531     | 放送大学ラジオ                       |
| BS4K101   | NHK BSプレミアム4K                   |
| BS4K141   | BS日テレ 4K                          |
| BS4K151   | BS朝日 4K                            |
| BS4K161   | BS-TBS 4K                            |
| BS4K171   | BSテレ東 4K                          |
| BS4K181   | BSフジ 4K                            |
| BS4K211   | ショップチャンネル 4K                |
| BS4K221   | 4K QVC                               |
| CA210     | J SPORTS 3                           |
| CA211     | スカイA                              |
| CA215     | J SPORTS 4                           |
| CA217     | ゴルフネットワーク                   |
| CA218     | 日テレジータス                       |
| CA220     | ムービープラス                       |
| CA222     | チャンネルNECO                       |
| CA225     | 東映チャンネル                       |
| CA226     | 衛星劇場                             |
| CA230     | ファミリー劇場                       |
| CA231     | スーパー!ドラマTV                    |
| CA233     | Dlife                                |
| CA234     | 時代劇専門チャンネル                 |
| CA241     | アニマックス                         |
| CA242     | キッズステーション                   |
| CA252     | 日テレNEWS24                         |
| CA255     | ヒストリーチャンネル                 |
| CA258     | テレ朝チャンネル2                    |
| CA259     | ナショナルジオグラフィックチャンネル |
| CA262     | スペースシャワーTV                   |
| CA264     | 歌謡ポップスチャンネル               |
| CA271     | SHOP ch                              |
| CA276     | 釣りビジョン                         |
| CA285     | グリーンチャンネル                   |
| CA286     | グリーンチャンネル2                  |

- 地上デジタル放送は、周波数変換パススルー方式でのみ視聴可能。
- CS放送については、JC-HITSのサービス導入という形で行っている。
- 成人向けチャンネルについては、サービスの対象外となっている。

### ラジオ局
| MHz  | 放送局     |
| ---- | ---------- |
| 82.8 | ふくしまFM |
| 85.9 | NHK福島FM  |

## コミュニティチャンネル
2006年（平成18年）時点では、自主放送としてさゆりチャンネル（5ch）があり、毎日の「さゆりチャンネルニュース」のほか、町政だよりや自治区紹介、「百歳への挑戦」に関する企画番組などが制作・放映されている。